# Anisyntoides
Anisyntoides är ett släkte av fjärilar. Anisyntoides ingår i familjen tjockhuvuden.
Kladogram enligt Catalogue of Life:
| Anisyntoides | \| \| Anisyntoides argenteoornatus \| \| \| \| \| \| Anisyntoides insula \| \| \| \| |
|              | \| \| Anisyntoides argenteoornatus \| \| \| \| \| \| Anisyntoides insula \| \| \| \| |
|              | Anisyntoides argenteoornatus                                                         |
|              |                                                                                      |
|              | Anisyntoides insula                                                                  |
|              |                                                                                      |